# Club Deportivo Guabirá
Maillots
Le Club Deportivo Guabirá est un club bolivien de football fondé en 1962 et basé à Montero.

## Palmarès
- Championnat de Bolivie
  - Vainqueur : 1975

- Championnat de Bolivie de deuxième division
  - Vainqueur : 2007